# Colonna, Italien

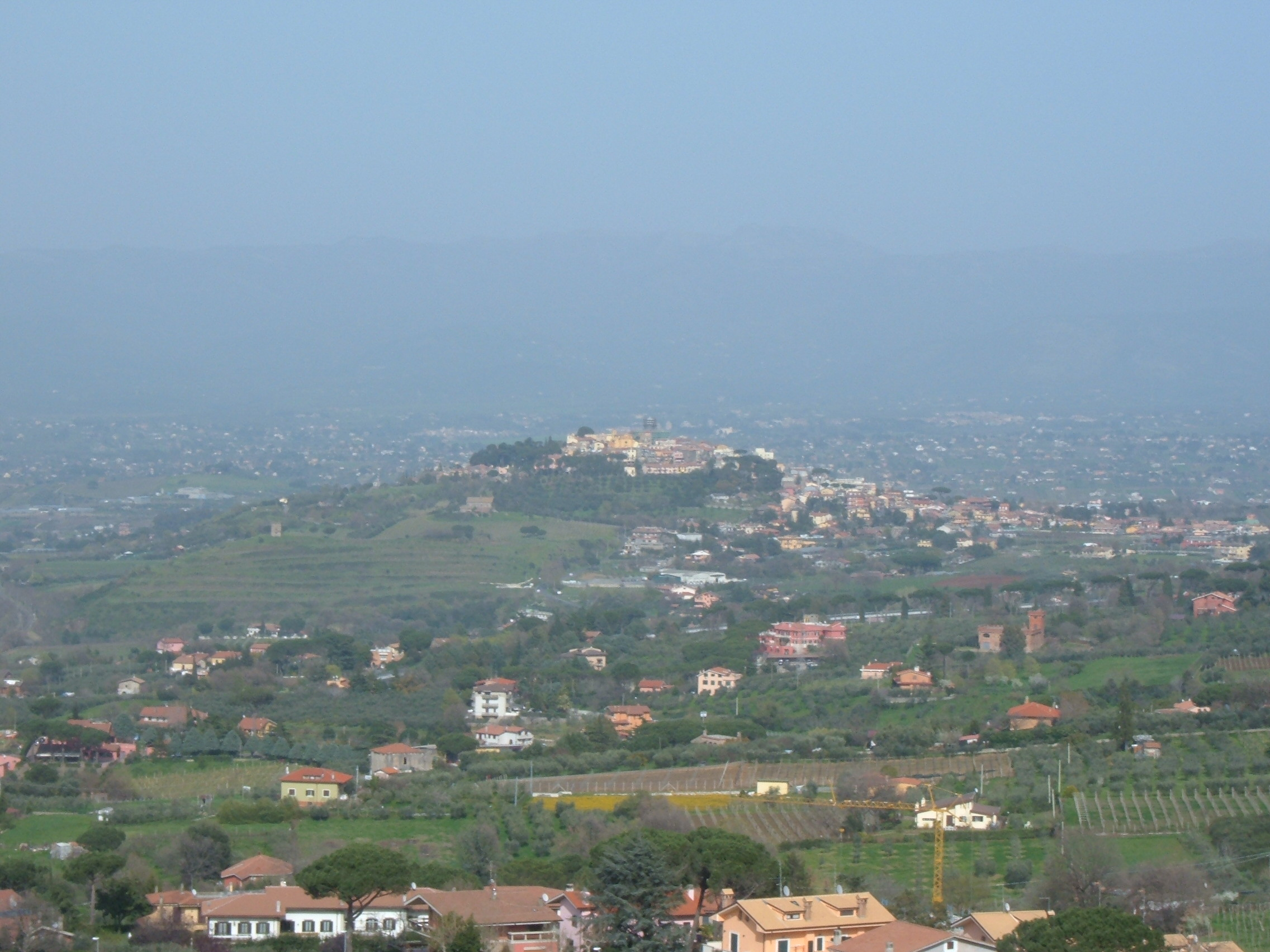
Colonna

Colonna är en ort och kommun i storstadsregionen Rom, innan 2015 provinsen Rom, i regionen Lazio i Italien. Kommunen hade 4 347 invånare (2018) och gränsar till kommunerna Monte Compatri, Rom, San Cesareo, Zagarolo och Monte Porzio Catone.
Colonna är en av de sexton städerna i området Castelli Romani.